# Martina Miceli
Martina Miceli, née le 22 octobre 1973 à Rome, est une poloïste internationale italienne. Elle remporte la médaille d'or lors Jeux olympiques d'été de 2004 ainsi que les Championnats du monde en 1998 et en 2001 avec l'équipe d'Italie.

## Palmarès

### En sélection
- Italie
  - Jeux olympiques :
    - Médaille d'or : 2004.

  - Championnat du monde :
    - Vainqueur : 1998 et 2001.
    - Finaliste : 2003.
    - Troisième : 1994.

  - Coupe du monde :
    - Finaliste : 1993 et 2006.
    - Troisième : 1999.

  - Ligue mondiale :
    - Finaliste : 2006.
    - Troisième : 2004.

  - Championnat d'Europe :
    - Vainqueur : 1995, 1997, 1999 et 2003.